# Corderie nationale de Lisbonne
La Fábrica Nacional de Cordoaria ou Cordoaria Nacional était un établissement de fabrication de la Marine portugaise situé à Lisbonne, au Portugal. Son ancien bâtiment, datant de 1779, est classé monument national. La Corderie a été initialement fondée en 1771, sous le nom de Real Fábrica da Cordoaria da Junqueira, ne mettant fin complètement à son activité de fabrication qu'en 1998.

## Histoire
Le bâtiment Cordoaria est situé dans le quartier de Belém, d'où partaient les navires.
La Cordoaria fabriquait des câbles, des cordes en sisal, des voiles et des drapeaux qui équipaient les navires portugais.
Ses installations s'étendent sur près de 400 mètres, pour une largeur d'environ 50 mètres seulement, parallèlement au Tage. Ces dimensions caractéristiques étaient dues aux besoins du processus de production. Sa situation, sur le fleuve, visait à faciliter l'approvisionnement en produits des armateurs.
De nos jours, le bâtiment, ouvert au public, accueille plusieurs expositions tout au long de l'année, par exemple la Biennale des Antiquités. Il est toujours géré par la Marine portugaise.
Le bâtiment est classé monument national depuis 1996.

## Galerie de Torreão Nascente
La galerie de Torreao Nascente a la particularité d'être située dans une partie du complexe Cordoaria Nacional. Elle organise des expositions et des rétrospectives d'artistes portugais. 

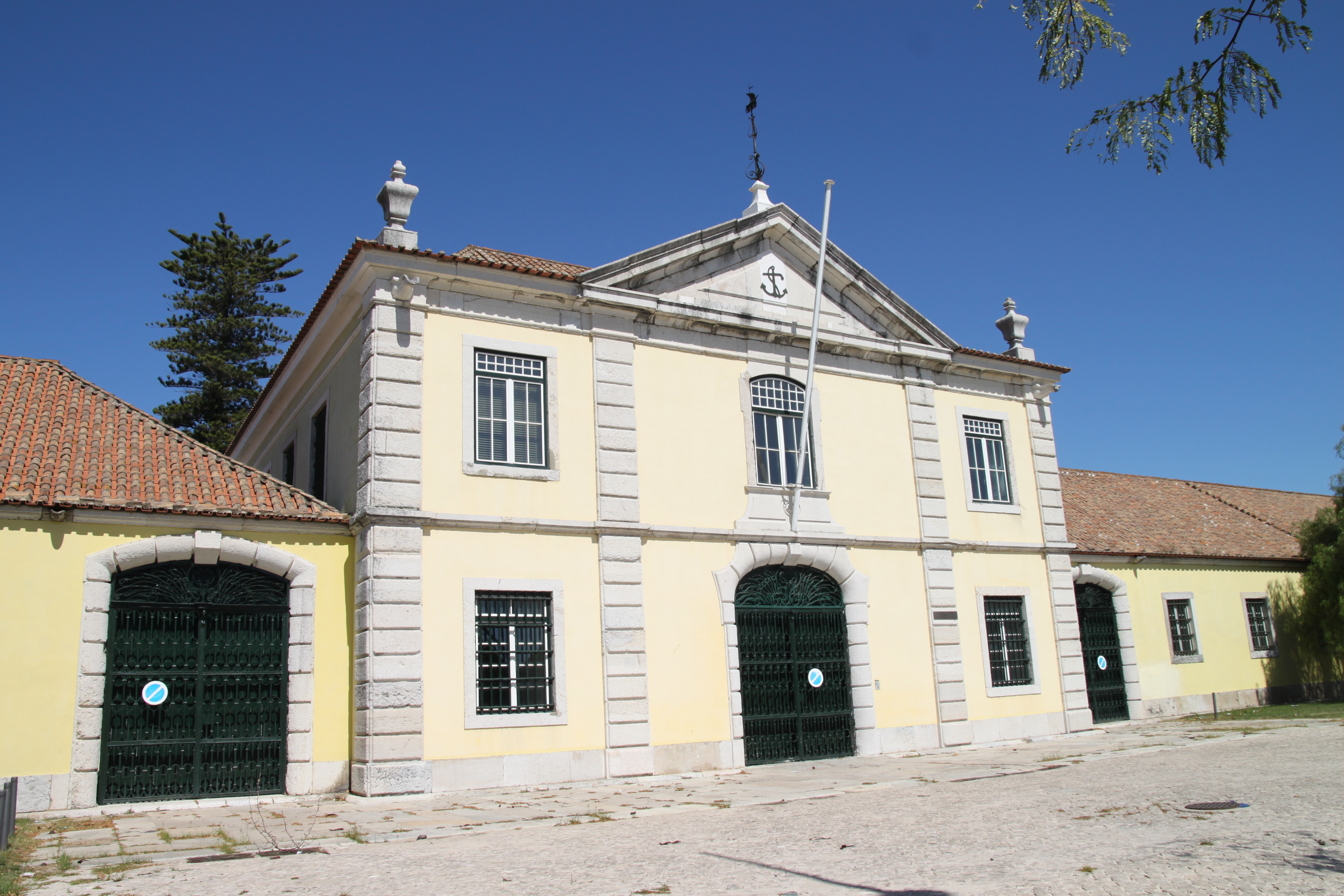
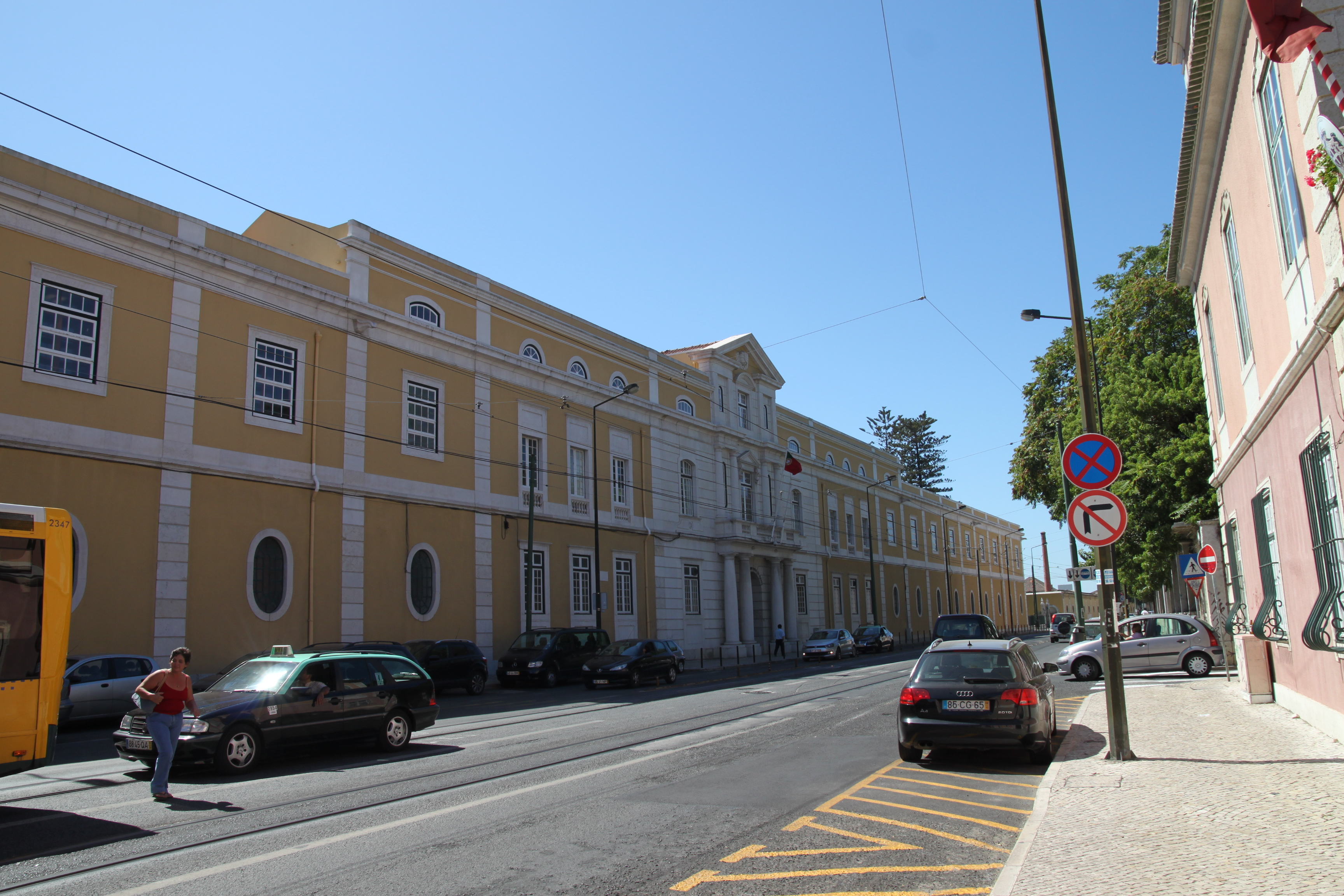
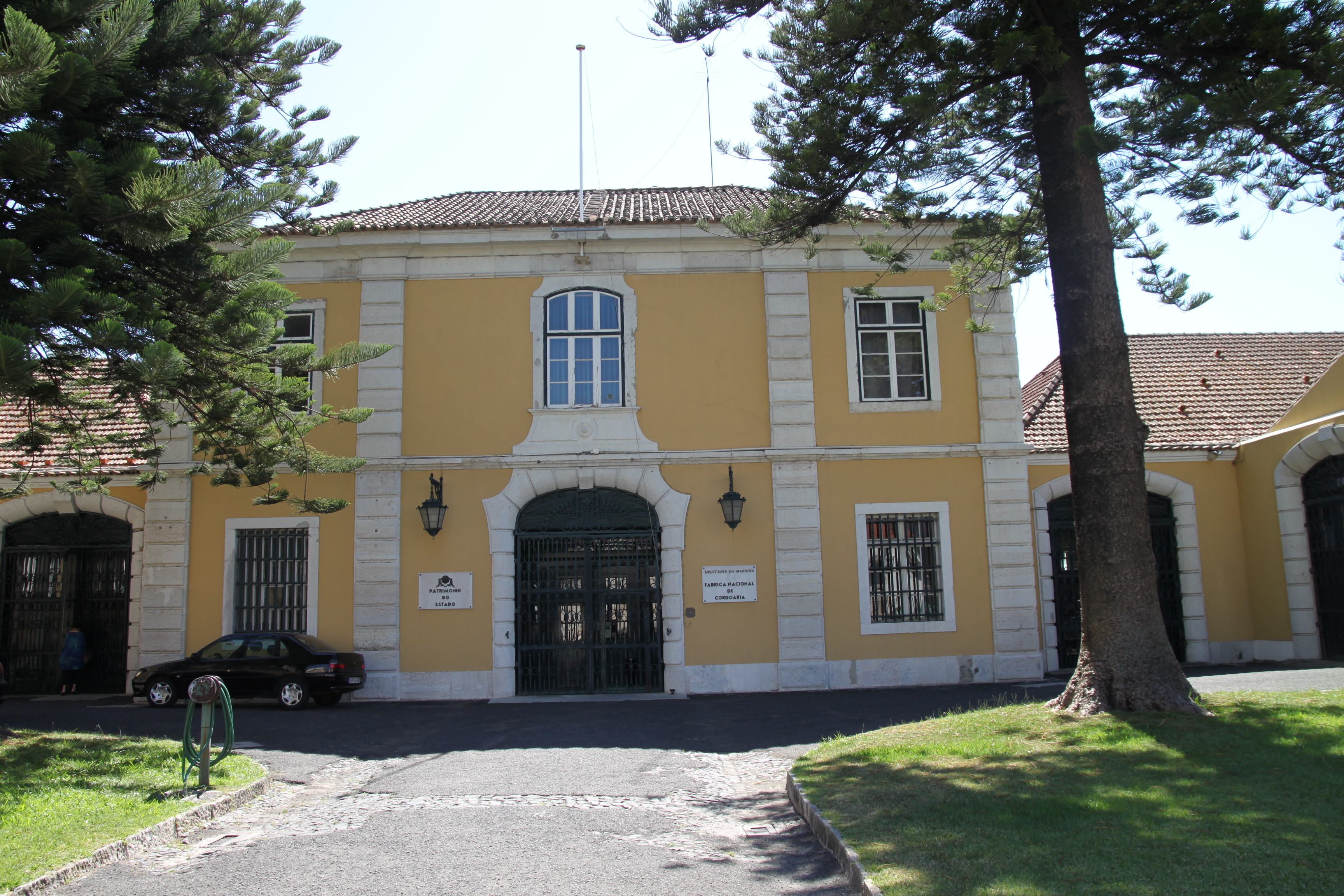